# جيسون موريو
جيسون فابيان موريو سيرون (بالإسبانية: Jeison Fabián Murillo Cerón)‏ (مواليد 27 مايو 1992) هو لاعب كرة قدم كولومبي يلعب في مركز الدفاع مع نادي الشمال القطري ومنتخب كولومبيا لكرة القدم.

## مسيرته الكروية

### بدايته المبكرة / غرناطة
ولد في كالي، وقع موريو مع نادي أودينيزي في إيطاليا بعدما أكمل الثامنة عشر مباشرة، حيث تمت إعارته على الفور إلى نادي غرناطة كجزء من اتفاقية الشراكة بين الناديين. أمضى عامه الأول في إسبانيا مع الفريق الاحتياطي، في البطولات الإقليمية.
في أوائل فبراير 2012، اشترت الأندلسيون عقد موريو، لكنه قضى بقيت الموسم على سبيل الإعارة إلى أندية قادش ولاس بالماس. سجل أربعة أهداف رسمية في عامه الأول كمحترف، بما في ذلك هدفين في 9 مارس 2013 في مباراة الفوز 3–2 خارج ملعب على ألميريا في دوري الدرجة الثانية الإسباني.
عاد موريلو إلى غرناطة في منتصف عام 2013، مما جعله يشارك لأول مرة له في الدوري الأسباني في 18 أغسطس 2013 في الفوز 2–1 على أوساسونا. سجل هدفه الأول في المسابقة في 10 يناير من العام التالي، في مباراة الفوز 4–0 على أرضه أمام بلد الوليد.

### إنتر ميلان
في فبراير 2015، انضم موريو إلى إنتر ميلان في عقد مدته خمس سنوات. بدأ مشواره في دوري الدرجة الأولى الإيطالي في 23 أغسطس، حيث لعب المباراة الأولى بفوزه على أرضه ضد أتالانتا 1–0.

### فالنسيا
في 18 أغسطس 2017، عاد موريو إلى إسبانيا من خلال الانضمام إلى نادي فالنسيا على سبيل الإعارة لمدة عامين مع إلزامية الشراء. لعب في 17 مباراة في موسمه الأول، والتي أنهاه بالتأهل إلى مرحلة المجموعات من دوري أبطال أوروبا بعد أن أنهى الموسم في المركز الرابع.

#### برشلونة (إعارة)
في 20 ديسمبر 2018 تم تأكيد انتقال موريو من فالنسيا إلى برشلونة، حيث تقرر أن يلعب جيسون مع النادي الكتالوني حتى نهاية موسم 2018–19، مع خيار شراء بقيمة 25 مليون يورو.
شارك في أول مباراة له مع برشلونة في 10 يناير، حيث خسر 2–1 أمام ليفانتي في دور الستة عشر من كأس ملك إسبانيا.

## مسيرته الدولية
شارك موريو لأول مرة مع كولومبيا في 10 أكتوبر 2014، حيث لعب 30 دقيقة في المباراة الودية التي أنتهت بالفوز 3–0 على السلفادور. تم ضمه إلى تشكيلة كولومبيا التي ستشارك في كوبا أمريكا 2015، حيث سجل هدف في البطولة وكان أمام البرازيل في مباراة المجموعة الثانية وكان هدف الفوز. خلال مباراة ربع النهائي ضد الأرجنتين قدم أداءً قوياً في المباراة التي انتهت بالتعادل 0–0، لكنه كان واحداً من ثلاثة لاعبين كولومبيين أضاعوا ركلاتهم في ركلات الترجيح. في وقت لاحق تم أختياره كأفضل لاعب شاب في البطولة.

## الإحصائيات

### النادي
آخر تحديث 10 يناير 2019.
| النادي             | الموسم   | الدوري | الدوري  | الكأس  | الكأس   | أوروبا | أوروبا  | أخرى   | أخرى    | المجموع | المجموع |
| النادي             | الموسم   | الظهور | الأهداف | الظهور | الأهداف | الظهور | الأهداف | الظهور | الأهداف | الظهور  | الأهداف |
| ------------------ | -------- | ------ | ------- | ------ | ------- | ------ | ------- | ------ | ------- | ------- | ------- |
| غرناطة             | 2013–14  | 32     | 1       | 2      | 0       | —      | —       | —      | —       | 34      | 1       |
| غرناطة             | 2014–15  | 19     | 0       | 0      | 0       | —      | —       | —      | —       | 19      | 0       |
| غرناطة             | المجموع  | 51     | 1       | 2      | 0       | —      | —       | —      | —       | 53      | 1       |
| قادش (إعارة)       | 2011–12  | 27     | 3       | 2      | 0       | —      | —       | —      | —       | 29      | 3       |
| قادش (إعارة)       | المجموع  | 27     | 3       | 2      | 0       | —      | —       | —      | —       | 29      | 3       |
| لاس بالماس (إعارة) | 2012–13  | 37     | 3       | 4      | 0       | —      | —       | —      | —       | 41      | 3       |
| لاس بالماس (إعارة) | المجموع  | 37     | 3       | 4      | 0       | —      | —       | —      | —       | 41      | 3       |
| إنتر ميلان         | 2015–16  | 34     | 2       | 1      | 0       | —      | —       | —      | —       | 35      | 2       |
| إنتر ميلان         | 2016–17  | 27     | 0       | 2      | 1       | 5      | 0       | —      | —       | 30      | 1       |
| إنتر ميلان         | المجموع  | 61     | 2       | 3      | 1       | 5      | 0       | —      | —       | 65      | 3       |
| فالنسيا (إعارة)    | 2017–18  | 17     | 0       | 0      | 0       | —      | —       | —      | —       | 17      | 0       |
| فالنسيا            | 2018–19  | 1      | 0       | 1      | 0       | 1      | 0       | —      | —       | 3       | 0       |
| فالنسيا            | المجموع  | 18     | 0       | 1      | 0       | 1      | 0       | —      | —       | 20      | 0       |
| برشلونة (إعارة)    | 2018–19  | 0      | 0       | 1      | 0       | 0      | 0       | —      | —       | 1       | 0       |
| الإجمالي           | الإجمالي | 194    | 9       | 13     | 1       | 6      | 0       | —      | —       | 213     | 10      |

ملاحظات
1. ↑  تشمل مسابقات الكأس مثل كأس ملك إسبانيا وكأس إيطاليا

### الدولية
آخر تحديث 12 أكتوبر 2018.
| كولومبيا | كولومبيا | كولومبيا |
| العام    | الظهور   | الأهداف  |
| -------- | -------- | -------- |
| 2014     | 4        | 0        |
| 2015     | 11       | 1        |
| 2016     | 10       | 0        |
| 2017     | 0        | 0        |
| 2018     | 2        | 0        |
| المجموع  | 27       | 1        |

### الأهداف الدولية
آخر تحديث 17 يونيو 2015.
قائمة الأهداف والنتائج مع منتخب كولومبيا الأول.
| # | التاريخ       | المكان                                    | الخصم    | الهدف | النتيجة | المسابقة         |
| - | ------------- | ----------------------------------------- | -------- | ----- | ------- | ---------------- |
| 1 | 17 يونيو 2015 | ملعب دافيد أريانو الأثري، سانتياغو، تشيلي | البرازيل | 1–0   | 1–0     | كوبا أمريكا 2015 |

## الإنجازات

### المنتخب
- كوبا أمريكا: المركز الثالث 2016

### الفردية
- كوبا أمريكا: أفضل لاعب شاب / تشكيلة البطولة 2015[21][24]

## وصلات خارجية
- جيسون موريو على موقع الاتحاد الدولي (مؤرشف)  (الإنجليزية)
- جيسون موريو على موقع الاتحاد الأوربي (الإنجليزية)
- جيسون موريو على موقع قاعدة بيانات كرة القدم.إي يو (الإنجليزية)
- جيسون موريو على موقع ناشيونال فوتبول تيمز (الإنجليزية)
- جيسون موريو على موقع Soccerbase.com (لاعب) (الإنجليزية)
- جيسون موريو على موقع Soccerway.com (الإنجليزية)
- جيسون موريو على موقع عالم كرة القدم.نت (الإنجليزية)